# Stargate Infinity
Stargate Infinity est une série télévisée d'animation franco-américaine en 26 épisodes de 26 minutes, créée d'après la série Stargate SG-1, elle-même inspirée du film Stargate, la porte des étoiles, et diffusée entre le 14 septembre 2002 et le 24 mars 2003 dans le bloc de programmation Fox Kids (États-Unis). En France, la série a été diffusée à partir du 8 mars 2003 sur Disney Channel et 30 août 2003 sur M6 dans M6 Kid sous le titre Stargate : Le Dessin animé.

## Production
Lancée par la MGM en collaboration avec Les Studios Tex et DiC Entertainment (racheté depuis par DHX Media),, cette série animée comporte de nombreuses incohérences avec les épisodes plus récents des autres séries de la franchise, et n'est par conséquent pas considérée comme canon avec l'univers de Stargate. Mike Piccirillo a composé la musique qu'il a ensuite enregistrée avec Jean-Michel Guirao.
DiC Entertainment a sorti en DVD, quatre premiers épisodes le 7 octobre 2003 dans la région 1. MGM Home Entertainment vend dans la région 2 depuis le 13 août 2007, un coffret de cinq DVD de l'unique saison. Le 13 mai 2008, Shout! Factory et Vivendi Entertainment mettent en vente la série en entier dans la région 1.

## Synopsis
La série présente la continuité des aventures du SGC dans le futur, et plus spécialement du Major Gus Bonner, homme d'expérience, de trois cadets de l'Académie de l'Air Force et d'un extraterrestre. Accusée de trahison, cette équipe devra prouver son innocence et découvrir l'origine des portes des étoiles.

## Personnages et voix
- Dale Wilson (VF : Gilbert Lévy) : Major Gus Bonner
- Tifanie Christun (VF : Brigitte Aubry) : Stacey Bonner
- Bettina Bush (VF : Dominique Vallée) : Seattle Montoya
- Mark Hildreth (VF : Franck Tordjman) : R.J. Harrison
- Kathleen Barr (VF : Danièle Hazan) : Draga
- Cusse Mankuma (VF : Eric Peter) : Ec'co
- Mackenzie Gray : Pahk'kal
- Mark Acheson : Da'Kyll

## Épisodes
1. La Décision (Decision)
2. Rencontre (Double Duty)
3. Le Meilleur des Mondes  (The Best World)
4. Retour aux sources (Coming Home)
5. Le Mentor (Mentor)
6. Eaux troubles (Hot Water)
7. Phobie (Phobia)
8. Charmante compagnie (Can I Keep It ?)
9. Révélations (Who Are You ?)
10. L'Appât du gain (Greed)
11. Le Prix de la pierre (Stones)
12. Initiation (Initiation)
13. Inventions (The Mother of Invention)
14. Synthek (Reality)
15. Civilisation (Museum)
16. L'Alliance (Us and Them)
17. L'Amalgame (The Face of Evil)
18. Apprentissage (The Key)
19. L'Impasse (Chariot of the Sun)
20. Le Remède (The Answer)
21. Apparences (The Look)
22. Les Idoles (Feet of Clay)
23. Baptême de l'air (The Natural)
24. Grave erreur (Big Mistake)
25. Illustrations (The Illustrated Stacey)
26. Longue route (The Long Haul)